# Long playing

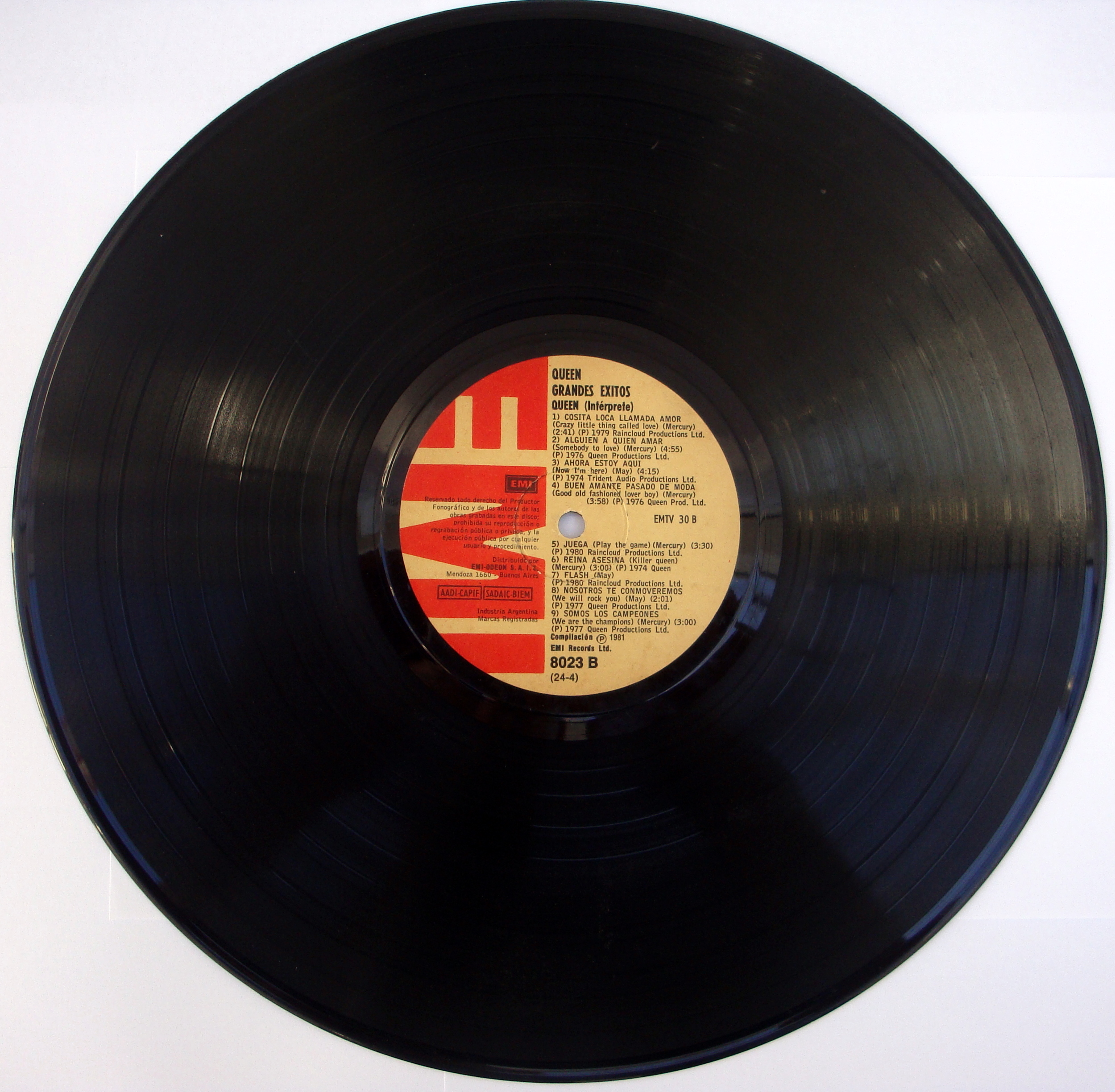
Disco in vinile da 12 pollici a 33 giri (il lato B del primo Greatest Hits dei Queen, stampato e distribuito in Argentina)

Il long playing (o long play, noto anche con la sigla LP) o 33 giri è il formato standard di disco in vinile sul quale vengono incisi in forma analogica gli album discografici; per estensione indica anche la raccolta di brani musicali, anche quando pubblicata su supporti del tutto differenti dal disco in vinile sia per tecnologia e modalità di campionamento che di riproduzione come la musicassetta, il compact disc o il Digital Audio Tape.
"33 giri" è una sineddoche che deriva dalla velocità di rotazione del disco stesso, che è di circa 33 giri al minuto (più precisamente i giri sono 33⅓ ogni minuto, ossia 100 giri ogni 3 minuti).
Gli LP in vinile sono realizzati su dischi di diametro da 30 cm (12 pollici), con un foro centrale da 7,2 mm, ma esiste anche il formato da 25 cm, usato soprattutto durante gli anni cinquanta.

## Storia
Il long playing venne introdotto nel 1948 dalla Columbia Records e soppiantò progressivamente il disco in gommalacca che veniva riprodotto a 78 giri, grazie alla migliore qualità e durata del vinile.
A partire dalla fine degli anni ottanta, l'avvento del compact disc ridusse l'interesse per i dischi in vinile, che vennero gradualmente soppiantati, diventando un prodotto di nicchia per collezionisti e appassionati, a volte stampato in edizione limitata. Nel XXI secolo, l'interesse per i dischi in vinile è tornato ad aumentare mentre quello per i CD è entrato in crisi.

## Caratteristiche
Il long playing si compone in genere di due facciate indicate sulle etichette centrali come lati A e B, oppure 1 e 2, ciascuna delle quali può contenere 30 minuti circa, arrivando ad un massimo di 40 minuti circa per facciata, soprattutto per le opere liriche. La maggiore durata del disco implica un livello sonoro più basso e una dinamica inferiore.
La riproduzione degli LP avviene tramite il giradischi: il brano musicale è riprodotto tramite una puntina in diamante o zaffiro inserita nella testina che, durante la rotazione a una velocità predefinita, trasmette per via meccanica le irregolarità del solco inciso sulla superficie del disco a un complesso elettromagnetico, che trasforma il movimento in un segnale elettrico. I principali tipi di testina magnetica sono del tipo a bobina mobile (moving coil o MC) e a magnete mobile (moving magnet o MM). Nel passato venivano usate anche testine di tipo ceramico o a cristallo, le cosiddette piezoelettriche o "piezo".

## Incisione
Il procedimento di incisione degli LP e di ogni altro supporto in vinile si basa sulla creazione di un disco master in due fasi.
Nella prima fase il suono da incidere, raccolto con microfoni o altri strumenti analogici, è tradotto in un solco che una puntina metallica traccia su un disco di materiale plastico deformabile. Questo disco, chiamato lacca, è posto su un tornio che gira alla stessa velocità del supporto che si intende produrre, in questo caso 33 giri e ⅓ al minuto, e si compone di una base in metallo leggero, in genere una lega d'alluminio, sul quale c'è uno strato di plastica morbida che prenderà la forma datagli dalla puntina che traccia il solco.
Una volta presa la forma, si fa un calco della lacca (che è impressa su un solo lato e il cui nome richiama quello della gommalacca, dalla produzione della quale è del resto mutuato il procedimento), anch'esso in metallo leggero, in genere mediante colatura del metallo stesso in fusione effettuata in modo da riempire i solchi lasciati dalla puntina. Questo calco (detto metal master) serve nella seconda fase come stampo a fusione per la produzione in serie dei dischi in vinile.
Per le loro caratteristiche fisiche, sia la lacca che il metal master vanno incontro con l'uso a un veloce deterioramento e pertanto talvolta si producono più dischi master, oppure si realizzano lacche "di seconda generazione", ottenute a stampo e non a incisione, al fine di non interrompere la produzione. In qualche caso il procedimento è attuato direttamente, prima dell'inizio della stampatura industriale.
Le lacche "di seconda generazione" sono talora immesse sul mercato collezionistico, principalmente a fini speculativi: difficilmente si tratta della vera lacca master, quella sulla quale è inciso il suono originario, che in genere è detenuta dal produttore artistico. La lacca può di solito essere riprodotta su un giradischi ordinario, pur presentando un maggior spessore rispetto al vinile, sebbene la puntina di pick-up possa facilmente danneggiarla.